# Tales from the Strip
Tales From The Strip és un àlbum de música de L.A. Guns, publicat el 2005.
És el segon àlbum de L.A. Guns amb el guitarrista Stacey Blades i el tercer amb el baixista Adam Hamilton.
És el primer àlbum de L.A. Guns amb material original (menys la coberta) des que Tracii Guns va marxar del grup.

## Cançons
1. "It Don't Mean Nothing"
2. "Electric Neon Sunset"
3. "Gypsy Soul"
4. "Original Sin"
5. "Vampire"
6. "Hollywood's Burning"
7. "6.9 Earthshaker"
8. "Rox Baby Girl"
9. "Crazy Motorcycle"
10. "Skin"
11. "Shame"
12. "Resurrection"
13. "Amanecer"
14. (Can't Give You) Anything Better Than Love

## Formació
- Phil Lewis: Veus
- Stacey Blades: Guitarra
- Adam Hamilton: Baix
- Steve Riley: Bateria